# Hrvatski Nogometni Klub Cibalia Vinkovci
El HNK Cibalia es un club de fútbol de la ciudad de Vinkovci en Croacia. Fue fundado en 1919 y juega en la segunda división croata.

## Historia
Fue fundado originalmente en el año 1919 con el nombre HGŽK Cibalia Vinkovci. En 1925 se fusionaron con sus rivales del RŠK Sloga. Durante la Segunda Guerra Mundial cerraron sus operaciones. Al terminar la guerra, el RŠK Sloga se fusionó con el OFD Graničar y formaron al NK Dinamo Vinkovci, quien formaría parte del sistema de competencia de Yugoslavia, alcanzando la Primera Liga de Yugoslavia en 1982, donde se mantuvieron hasta 1987, cuando descendieron.
En 1990 cambiaron al tradicional nombre Cibalia, jugando en la Prva HNL, primera división de Croacia, donde se mantuvieron hasta su descenso en la temporada 2003/04. En esa misma temporada fueron castigados por la UEFA con 6 puntos de deducción de la temporada por tener problemas financieros debido a transferencias hechas en el pasado, aunque en esa temporada regresaron a la Prva HNL.

## Entrenadores desde 1975
|  | - Dražen Jerković (1975–76) - Otto Barić (1976–79) - Ivan Marković - Tonko Vukušić - Ivo Šušak - Martin Novoselac (1987–88) - Stipe Kedžo - Davor Čop (1990–94) - Stanko Mršić (1993–95) - Krasnodar Rora - Mijo Ručević - Davor Mladina - Vjeran Simunić (2003–04) |  | - Branko Karačić (2005–06) - Igor Štimac (2006) - Ivica Matković (2006) - Mile Petković (diciembre de 2006–junio de 2007) - Srećko Lušić (julio de 2007–noviembre de 2008) - Stanko Mršić (noviembre de 2008–agosto de 2011) - Siniša Jalić (interino) (agosto de 2011) - Samir Toplak (agosto de 2011–julio de 2012) - Miroslav Bojko (interino) (julio de 2012) - Željko Kopić (julio de 2012–noviembre de 2012) - Miroslav Bojko (diciembre de 2012–agosto de 2013) - Damir Petravić (agosto de 2013-marzo de 2014) |  |  |  | - Stanko Mršić (marzo de 2014–junio de 2014) - Zoran Tomić (junio de 2014-noviembre de 2014) - Siniša Sesar (Nov de 2014 – marzo de 2015) - Bruno Buhač (interino) (marzo de 2015-junio de 2015) - Damir Milinović (junio de 2015–septiembre de 2015) - Miroslav Bojko (septiembre de 2015–abril de 2016) - Stanko Mršić (abril de 2016) - Sinisa Sesar (interino) (2016) - Peter Pacult (2017) - Mladen Bartolovic (2017-18) - Davor Rupnic (2018-) |

## Jugadores

### Jugadores destacados
- Fernando Mercado

## Palmarés
- Druga HNL: 3

1997/98, 2004/05, 2015/16
- Segunda Liga de Yugoslavia Oeste: 1

1981/82
- Tercera Liga de Yugoslavia Croacia: 1

1974/75

## Participación en competiciones de la UEFA
| Temporada | Torneo        | Ronda            | Club           | Casa | Visita | Global |
| --------- | ------------- | ---------------- | -------------- | ---- | ------ | ------ |
| 2000–01   | Intertoto Cup | 1                | FK Obilić      | 3–1  | 1–1    | 3–1    |
| 2000–01   | Intertoto Cup | 2                | FC Tatabánya   | 0–0  | 2–3    | 2–3    |
| 2003–04   | Intertoto Cup | 2                | FC Shakhtyor   | 4–2  | 1–1    | 5–3    |
| 2003–04   | Intertoto Cup | 3                | Tampere United | 0–1  | 2–0    | 2–1    |
| 2003–04   | Intertoto Cup | Semifinal        | VfL Wolfsburg  | 1–4  | 0–4    | 1–8    |
| 2010–11   | Europa League | Clasificatoria 2 | Cliftonville   | 0–0  | 0–1    | 0–1    |

### Marcas individuales en competiciones de la UEFA
- Más apariciones en competiciones de la UEFA: 10[1]
  - Jure Jurić
- Máximo goleador en competiciones de la UEFA: 3 goles[1]
  - Ivan Maroslavac

### Récord Europeo
| Torneo             | J  | G | E | P | GF | GC | Última aparición |
| ------------------ | -- | - | - | - | -- | -- | ---------------- |
| UEFA Europa League | 2  | 0 | 1 | 1 | 0  | 1  | 2010–11          |
| UEFA Intertoto Cup | 10 | 3 | 3 | 4 | 13 | 16 | 2003             |
| Total              | 12 | 3 | 4 | 5 | 13 | 17 |                  |